# Remembering the First Time
Remembering the First Time è un singolo del gruppo musicale britannico Simply Red, il secondo estratto dall'album Life nel 1995.

## Tracce
1. Remembering the First Time (Radio Disco Mix) – 4:36
2. Remembering the First Time (Album Version) – 4:42
3. Enough (Live) – 5:45
4. A New Flame (Live) – 4:35

## Classifiche
| Classifica (1995) | Posizione massima |
| ----------------- | ----------------- |
| Europa            | 80                |
| Germania          | 55                |
| Nuova Zelanda     | 30                |
| Paesi Bassi       | 23                |
| Regno Unito       | 22                |
| Spagna            | 19                |